# Stixis
Stixis é um género botânico pertencente à família Capparaceae.
1. ↑  «Stixis — World Flora Online». www.worldfloraonline.org. Consultado em 19 de agosto de 2020